# Anna Boch

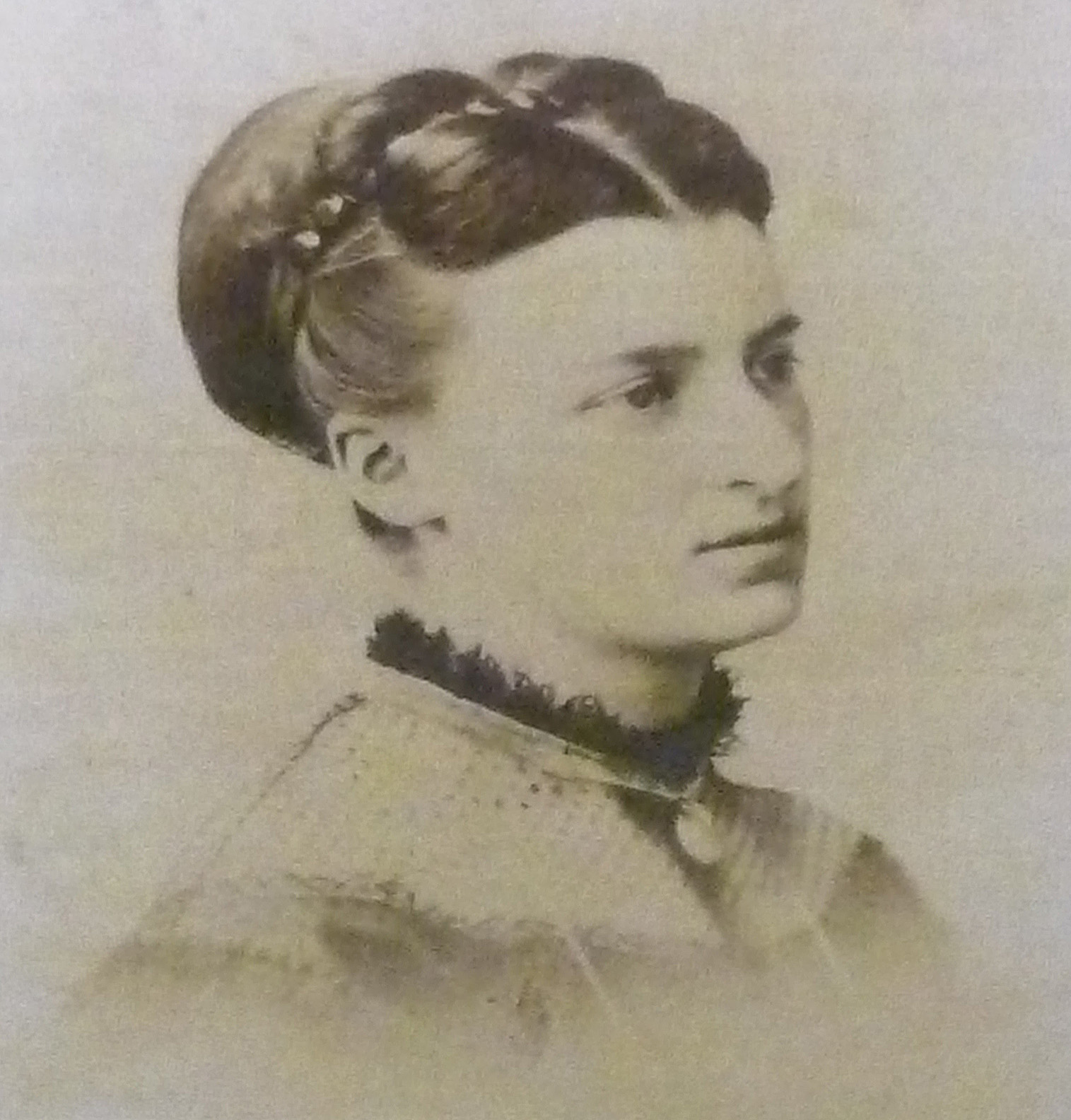
Anna Boch

Rosalie-Anna Boch (Saint-Vaast, 10 februari 1848 – Elsene, 23 februari 1936) was een Belgische impressionistische schilder van landschappen en stillevens. Later in haar leven werd ze door het gebruik van sterke lichteffecten een ware luministe. Haar jongere broer Eugène Boch (1855-1941) was eveneens kunstschilder.

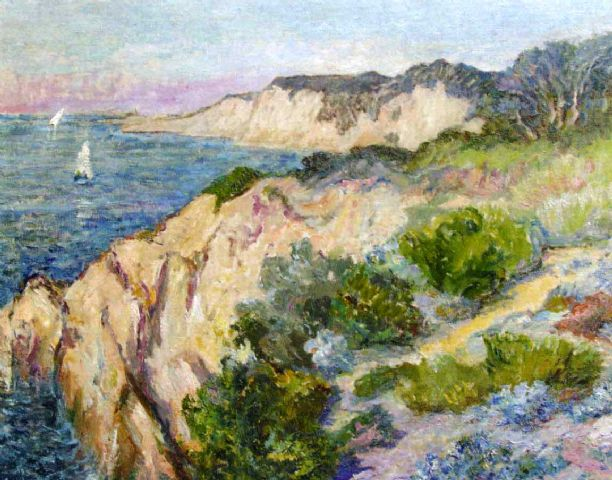
Falaise - Côte de Bretagne. 62 × 84 cm. Olieverf op doek.

## Levensloop

### Opleiding
Boch werd geboren als oudste dochter van Victor Boch en Anne-Marie-Lucie Boch, allebei telgen van de rijke familie Boch, die al jarenlang actief was in de faience en keramische industrie. Een andere tak van de familie beheerde in het Pruisische Mettlach de faiencefabriek Villeroy & Boch. Haar vader was in 1841 medeoprichter van het faience- en keramiekbedrijf Royal Boch in La Louvière. Anna was het oudste kind van het gezin. Ze kreeg haar opvoeding voor een gedeelte in het internaat in Bergen, later in Keulen.
Anna's ouders waren uitstekende tekenaars, en ook Anna begon al op zeer jonge leeftijd te tekenen en te schilderen. Vaak ging ze met haar jongere broer Eugène tekenen in het park van het kasteel in Mariemont. Het gezin ging in de zomer op vakantie naar de Belgische kust. Haar vader heeft haar getekend in 1864 terwijl ze zelf aan het schetsen was op het strand van Blankenberge. In 1865 heeft Anna Boch een aantal tekeningen gemaakt in Heist en Blankenberge waarin ze met grote nauwkeurigheid haar omgeving vastlegde.
Toen haar moeder in 1871 stierf in Zwitserland, ging het gezin in Brussel wonen. Hier maakte Anna kennis met een aantal schilders. Ze kreeg haar eerste schilderlessen van Pierre-Louis Kuhnen (1812-1877) (een schilder gespecialiseerd in het romantisch landschap en leraar aan de academie van Brussel) en, na enige onenigheid vanwege diens verouderde stijl, vanaf 1874 van Euphrosine Beernaert. Ze werd nadien in 1876 door Isidore Verheyden (en ook door Michel van Alphen) geïnitieerd in het schilderen en plein air in de omgeving van het Zoniënwoud. Zij bleven gedurende tien jaar samenwerken. Zij schilderde in 1884 Isidore Verheyden in zijn atelier terwijl hij van haar een portret maakte al schilderend op het strand nabij de duinen. Onder zijn invloed werd haar kleurenpalet lichter en begon ze met krachtiger toetsen te schilderen. Hij wekte bij haar een ware liefde voor de natuur op, en dit weerspiegelde zich in haar landschappen. Hierdoor wordt Anna Boch gerekend tot de zgn. tweede generatie van de School van Tervuren.
Anna Boch, dikwijls in gezelschap van haar broer Eugène, bezocht in deze jaren (1875-1880), net als Isidore Verheyden, verschillende keren de Limburgse Kempen (Genk). Om deze reden wordt ze ook tot de zogenaamde Genkse School gerekend.
Anna Boch kreeg later ook lessen van Théodore Baron.
Ze debuteerde op het Salon van Brussel in 1880 en hield haar eerste persoonlijke tentoonstelling in de Cercle artistique et littéraire in 1884. Ze toonde een doek op het Salon van Parijs in 1885.

### Les XX
Ze sloot zich in 1885, als enig vrouwelijk lid, aan bij de avant-gardistische kunstkring Les XX in Brussel (1883-1893), gesticht door haar neef Octave Maus, waar ze kunstenaars ontmoette als James Ensor, Willy Finch, Guillaume Vogels, Dario de Regoyos, Périclès Pantazis en Jan Toorop.
Het was echter vooral Theo Van Rysselberghe die haar vanaf 1888 in dit midden sterk beïnvloedde. Hij was in de ban van het licht en hij bracht zijn enthousiasme op haar over om dit impressionistisch licht weer te geven op doek. Onder zijn invloed beoefende ze gedurende korte tijd het pointillisme, dat uit Frankrijk kwam overgewaaid. Haar kleurenpalet werd nog helderder en haar penseelstreken krachtiger. In deze impressionistische fase was ze, zoals Van Rysselberghe, uitermate geboeid door de voortdurend wisselende aspecten van lichtinval en de weerkaatsing op de zee. In 1893 bezocht zij haar vriend Van Rysselberghe in zijn gehuurde villa Duivekot in Knokke en had er geanimeerde gesprekken met andere kunstenaars. Ze schilderde in olieverf of waterverf de schilderachtige plekjes in de omgeving en ging zelf verder naar Brugge en Walcheren.
Maar uiteindelijk vond ze dat de techniek van het divisionisme haar belemmerde in de vrije en spontane beweging van haar penseelstreken en verliet ze deze kunstrichting. Van Rysselberghe maakte van haar in 1889 een neo-impressionistisch portret (Museum of Fine Arts, Springfield, Massachusetts, VS). Hoewel Anna Boch zich wat op de achtergrond hield in deze kunstkring, was dit toch voor haar een springplank om bekender te worden in België en in het buitenland.

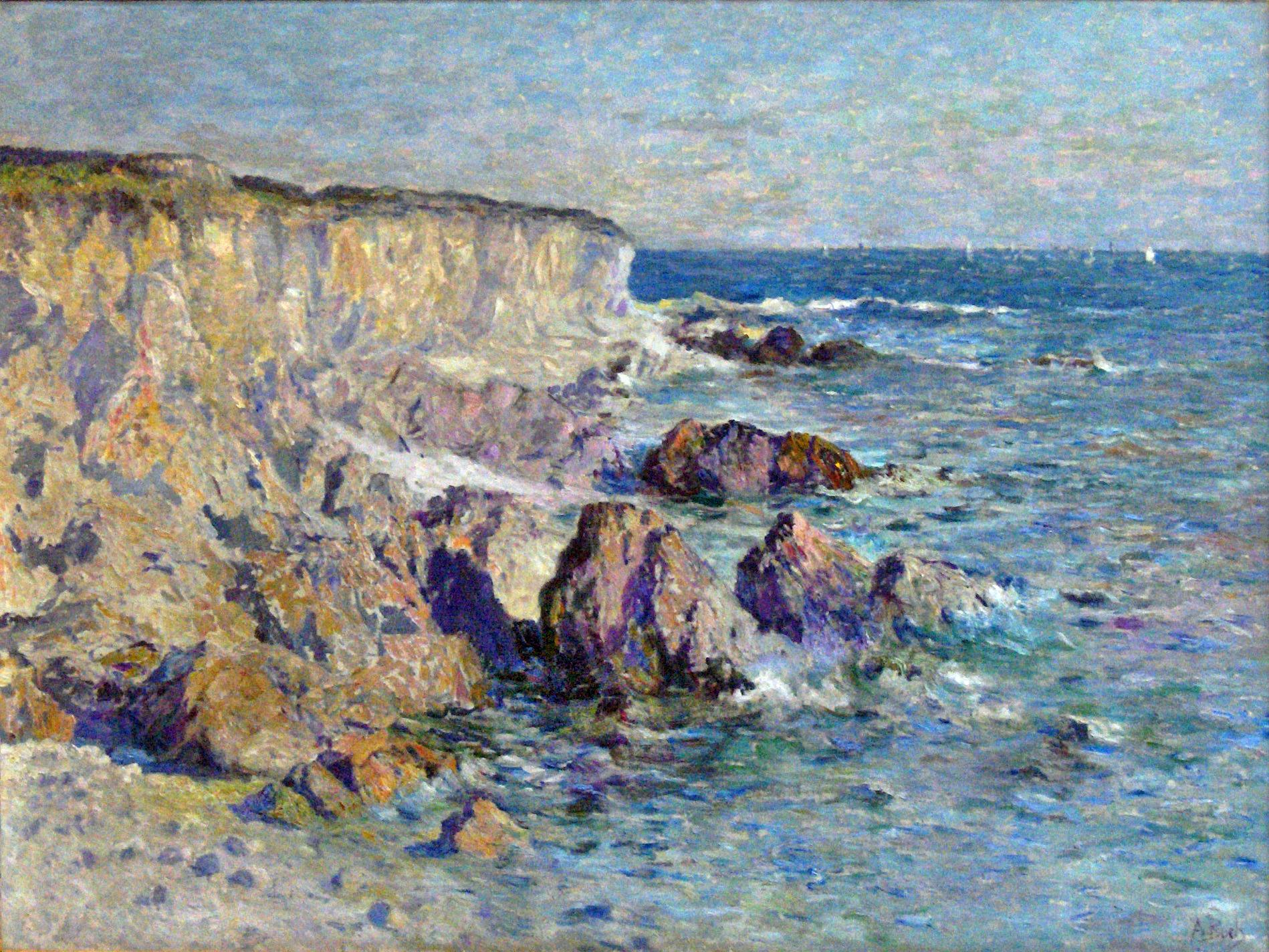
Bretoense kust, ca. 1901
Koninklijke Musea voor Schone Kunsten van België, Brussel

Toen Les XX in 1893 uit elkaar gingen, sloot Anna Boch zich aan bij de nieuwe kunstkring La Libre Esthétique, ook opgericht door Octave Maus. Deze vereniging zou blijven bestaan tot 1914.

### Vie et Lumière
Na de eeuwwisseling sloot ze zich ook aan bij de post-impressionistische kunstkring Vie et Lumière (Brussel, 1904-1914) waar ze in contact kwam met Emile Claus, Adrien-Joseph Heymans en er opnieuw enkele van haar vrienden van Les XX ontmoette, zoals James Ensor. Rond die tijd had ze haar zeer persoonlijke stijl gevonden. Ze combineerde een realistische weergave met lichte penseelstreken, waardoor haar doeken neigen naar het impressionisme.
Zij ging in 1886 in de Guldenvlieslaan 78 in Sint-Gillis wonen in een ruime woning, die al vlug zou dienen als ontmoetingsplaats van alle grote namen en jong talent uit de kunstwereld. In 1905 installeerde zij zich in haar pasgebouwde herenhuis in de Abdijstraat in Elsene. Théo Van Rysselberghe en de beeldhouwer Constantin Meunier hadden verderop in dezelfde straat gewoond.
Dankzij de invloed van Van Rysselberghe kon zij in 1891 en 1892 deelnemen aan het Salon des Indépendants in Parijs.

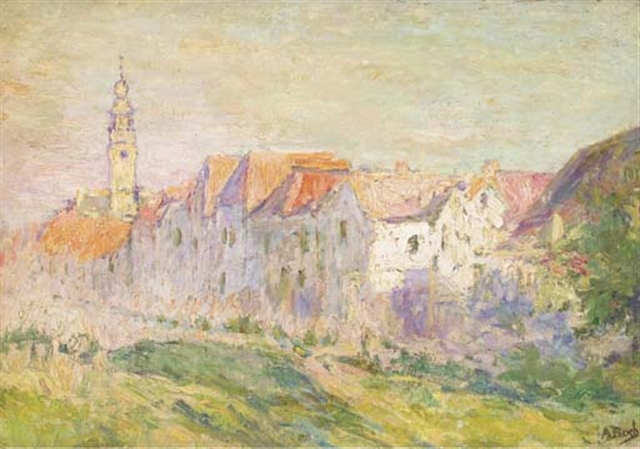
Gezicht op Veere, 1906

Rond de eeuwwisseling ging ze regelmatig op reis naar Nederland, Italië, het zuiden van Frankrijk, Spanje en Marokko. Zij ontdekte in deze landen nieuwe horizonten en vooral het licht dat zo verschillend was van het licht in eigen land. Bij deze reizen werd ze dikwijls vergezeld door haar broer, de kunstschilder Eugène Boch (1855-1941). In september en oktober 1906 reisde ze samen van Théo van Rysselberghe naar het Nederlandse Veere, waar zij verschillende gezichten op de stad schilderde. Anna Boch toonde haar werken in 1907 in een retrospectieve in de Cercle artistique van Brussel en, in het jaar daarop, in de Galerie Druet in Parijs.
Zij was in 1911 een van de medestichters van Galerie Lyceum, een Brusselse vereniging van vrouwelijke beeldende kunstenaars. Zij was er met enkele doeken vertegenwoordigd op de openingstentoonstelling. In hetzelfde jaar werd zij verkozen tot voorzitster van de jury van de Salon d'Art Moderne in Charleroi

### Einde van haar leven

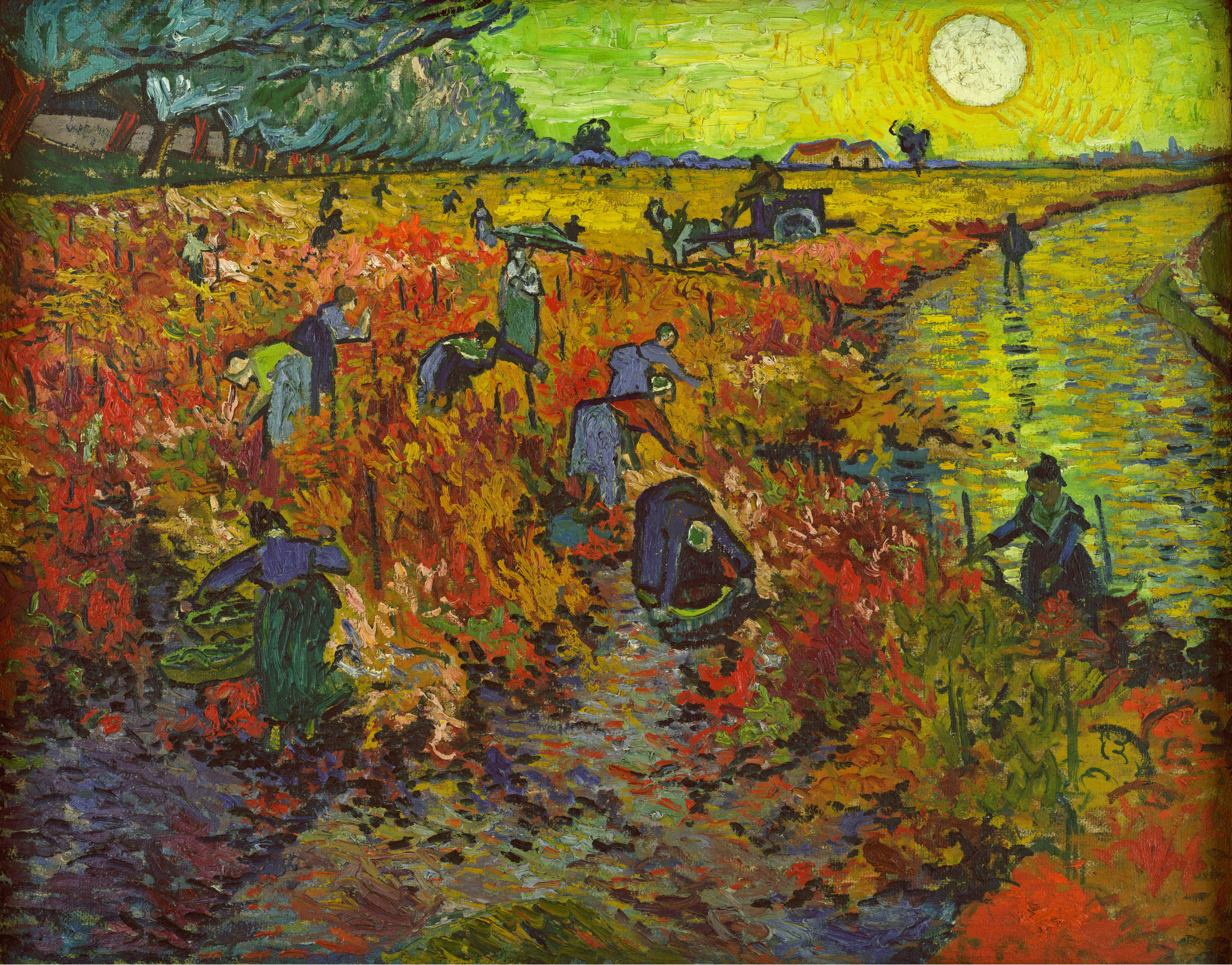
Vincent van Gogh, De rode wijngaard, 1888
Poesjkinmuseum, Moskou

Haar latere leven werd haar meest vruchtbare fase. Na de Eerste Wereldoorlog veranderde haar techniek. Ze evolueerde nu meer in de avant-gardistische richting. Door gebruik van krachtiger, meer contrasterende kleuren ging ze in de richting van het fauvisme, zonder echter tot deze kortstondige beweging te behoren.
Vanaf 1923 ging haar gezondheid achteruit en moest zij zich voortaan beperken tot werk in haar atelier. Maar ze bleef deelnemen aan allerhande tentoonstellingen. Haar laatste deelname was in de Petite Galerie, in de Louizalaan in Brussel in 1934. Op het einde van haar leven kon zij nog uitsluitend in haar atelier werken. Hierdoor moest zij zich beperken tot portretten en stillevens met bloemen.
Als geëngageerde kunstenares was ze zeer bijdetijds op het gebied van de schilderkunst, de decoratie en de muziek. Ze kwam in contact met de meeste grote namen uit de kunstwereld van die tijd. Haar art-nouveau-woning, versierd door Victor Horta en Maurice Denis, in de Abdijstraat in Elsene (afgebroken) groeide uit tot een ontmoetingscentrum voor de intelligentsia van die tijd. Ze organiseerde er privéconcerten met o.a. Eugène Ysaÿe. Ze was trouwens zelf een goede muzikante: ze speelde piano, orgel en viool.

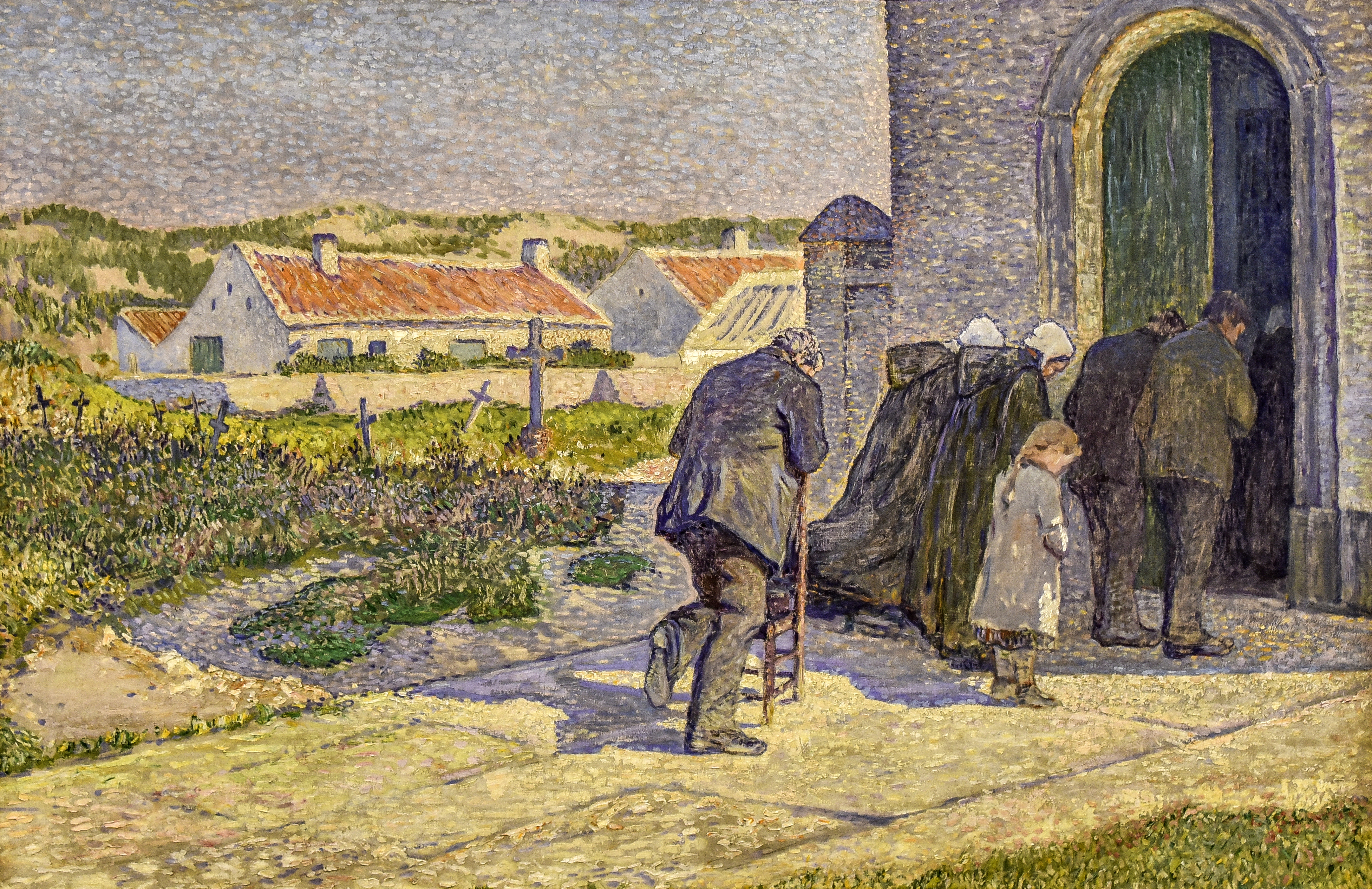
Tijdens de Elevatie, 1892, Mu.Zee, Oostende

## Mecenas
Als ware mecenas bouwde ze een verzameling schilderijen op van haar kunstvrienden, met werk van onder meer James Ensor, Paul Gauguin en Paul Signac. Ze was trouwens de enige die ooit tijdens zijn leven een kunstwerk van Vincent van Gogh heeft gekocht, namelijk La vigne rouge. Zij kocht dit schilderij  voor 400 Franse francs op het Salon van de XX in 1890. (nu in het Poesjkinmuseum, Moskou). Ze werd een groot verzamelaar van kunstwerken. Na haar dood telde men in haar bezit 212 eigen werken en 219 schilderijen van Belgische en buitenlandse schilders die hadden geëxposeerd bij Les XX. Een aantal schilderijen en beeldhouwwerken werden verkocht ten voordele van de armen (zoals voorzien in haar testament). Ze legateerde een belangrijk gedeelte van haar collectie aan het Museum voor Schone Kunsten van Brussel, onder meer werk van James Ensor (geschonken tijdens haar leven), Signac, Seurat en Paul Gauguin.
In haar eigen werk ging haar voorkeur uit naar landschappen, stillevens met bloemen, zonnige stranden, de Belgische kust en duinen, de kusten van Bretagne en Nederland. Zij schilderde in een periode dat er veel veranderde in de schilderkunst. Toch bleef ze lange tijd bij haar tamelijk klassieke eigen stijl.

## Musea
Werk van haar vindt men in de musea van Bergen, Brussel, Charleroi, Doornik, Elsene, Gent, La Louvière, Oostende, Verviers en Springfield (in de Amerikaanse staat Massachusetts), evenals in het Stedelijk Museum in Amsterdam.

## Exposities
Retrospectieven werden georganiseerd in 
- 1971 - Saarbrücken, Saarland-Museum
- 1994 - Pontoise, Musée Pissarro
- 2000 - Morlanwelz, Musée Royal de Mariemont
- 2023 - Oostende, Mu.ZEE (01/07/2023 - 05/11/2023)

## Varia
Een postzegel met een afbeelding van een schilderij van Boch werd uitgegeven door de Belgische posterijen in 2002.